# Castelo de Pilsbury
O Castelo de Pilsbury era um castelo normando localizado em Derbyshire, perto da atual vila de Pilsbury, com vista para o rio Dove.

## Detalhes
O Castelo de Pilsbury ocupava uma área elevada de aproximadamente 175 por 150 jardas (160 por 137m), com vista para o rio Dove, perto da vila de Pilsbury. O castelo era, provavelmente, uma fortificação da Idade do Ferro, antes de ser usado pelos normandos. E o nome "Castelo de Pilsbury" deriva do "pil" celta, do "bury" saxão e do "castel" normando, significando "local fortificado". No início da era medieval, o castelo estaria localizado ao longo da rota do rio Dove e também daria vista a uma importante rota de passagem.
Os normandos construíram um respeitável castelo do tipo "motte e balley" no local, e várias teorias foram apresentadas sobre quando e quem o fez. Uma delas é a de que o castelo fora construído nos anos subsequentes à conquista normanda da Inglaterra. A área ao redor de Pilsbury foi concedida a Henry de Ferrers pelo rei William; a área foi devastada durante o saque do Norte, e o castelo pode ter sido construído na sequência, por Henry, para estabelecer controle. Henry construiu outros castelos em Tutbury e Duffield, tornando Pilsbury parte desse conjunto de fortificações do século XI. Uma teoria alternativa sugere que tenha sido construído por Robert de Ferrers, ou pelo seu pai, no período conhecido como "A Anarquia", pois, enquanto os Ferrers apoiavam Stephen da Inglaterra, o vizinho, Conde de Chester, apoiava a Imperatriz Matilda.

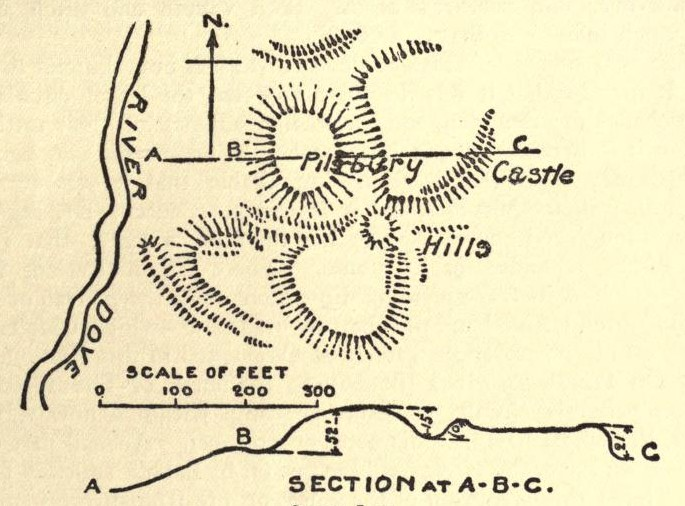
Planta de 1905 do Castelo de Pilsbury

O castelo em si inclui uma colina e dois recintos do tipo bailey, de aproximadamente 40 e 45 metros de diâmetro, respectivamente. Tinha defesas de madeira, valas e outras obras de terraplanagem. O castelo parece ter sido abandonado nos anos seguintes, e é possível que tenha sido destruído após a participação de William de Ferrers na Revolta de 1173-74. Ou pode ter sido abandonado quando as terras passaram para o Ducado de Lancaster, depois de o sexto Conde ter sido desapossado. Como tese alternativa, o castelo pode, simplesmente, ter se tornado obsoleto, à medida que Hartington, nas proximidades, crescia em importância, e a vila de Pilsbury se tornava cada vez mais despovoada.
No século XX, restou pouco para se ver, exceto um monte em uma saliência de calcário e os restos de vários trabalhos de terraplenagem. No início do presente século, porém, pesquisas arqueológicas revelaram as fundações do castelo.
O local é tido como um monumento marcado.